# Internationaux de Nouvelle-Calédonie 2024
Gli Internationaux de Nouvelle-Calédonie 2024, noti anche come Open SIFA de Nouvelle-Calédonie per motivi di sponsorizzazione, sono stati un torneo maschile tennis professionistico. È stata la 19ª edizione del torneo, facente parte della categoria Challenger 100 nell'ambito dell'ATP Challenger Tour 2024, con un montepremi di 133 250 $. Si è giocato dal 1º al 6 gennaio 2024 sui campi in cemento del Complexe tennistique municipal "Marie-Louise Lhuillier" di Nouméa, in Nuova Caledonia.

## Partecipanti

### Teste di serie
| Nazionalità | Giocatore                 | Ranking* | Testa di serie |
| ----------- | ------------------------- | -------- | -------------- |
| Francia     | Richard Gasquet           | 76       | 1              |
| Francia     | Constant Lestienne        | 87       | 2              |
| Francia     | Hugo Gaston               | 104      | 3              |
| Francia     | Benoît Paire              | 117      | 4              |
| Francia     | Arthur Cazaux             | 130      | 5              |
| Australia   | Marc Polmans              | 150      | 6              |
| Stati Uniti | Nicolas Moreno de Alboran | 152      | 7              |
| Paesi Bassi | Jesper de Jong            | 153      | 8              |

* Ranking al 25 dicembre 2023.

### Altri partecipanti
I seguenti giocatori hanno ricevuto una wild card per il tabellone principale:
- Maxime Chazal
- Jules Marie
- Colin Sinclair

I seguenti giocatori sono passati dalle qualificazioni:
- Jesse Delaney
- Hiroki Moriya
- Blake Mott
- Rubin Statham
- Moerani Bouzige
- Makoto Ochi

Il seguente giocatore è entrato in tabellone come lucky loser:
- Thomas John Fancutt

## Punti e montepremi
| Torneo    | Torneo              | V      | F      | SF    | QF    | 2T    | 1T    | Q | Q2  | Q1  |
| Singolare | Punti               | 100    | 60     | 36    | 20    | 9     | 0     | 5 | 2   | 0   |
| Singolare | Premi in denaro ($) | 17 650 | 10 380 | 6 140 | 3 570 | 2 105 | 1 270 | – | 635 | 320 |
| Doppio    | Punti               | 100    | 60     | 36    | 20    | –     | 0     | – | –   | –   |
| Doppio    | Premi in denaro ($) | 7 590  | 4 400  | 2 645 | 1 570 | –     | 880   | – | –   | –   |

## Campioni

### Singolare
Arthur Cazaux ha sconfitto in finale  Enzo Couacaud con il punteggio di 6–1, 6–1.

### Doppio
Colin Sinclair /  Rubin Statham hanno sconfitto in finale  Toshihide Matsui /  Calum Puttergill con il punteggio di 7–5, 6–2.